# Anders Berglund (ishockeyspelare född 1967)
Anders Berglund, född 19 oktober 1967 i Solna, Stockholms län, är en svensk före detta professionell ishockeyspelare (back).

## Meriter
- 1986 – SM-guld med Färjestad BK
- 1987 – SM-silver med Färjestad BK
- 1990 – SM-silver med Färjestad BK
- 1994 – SM-silver med Modo Hockey